# Einhorn (Wappentier)

Einhorn im Wappen von Schwäbisch Gmünd, Baden-Württemberg

Einhorn im Wappen von Röslau, Bayern

Das Einhorn oder auch Monozeros ist ein Fabeltier. In der Heraldik ist es ein Wappentier.
Somit ist es eine gemeine Figur und unterliegt den allgemeinen heraldischen Regeln bei der Darstellung im Wappen, auch in der Tingierung, wie sie für Wappentiere und gemeine Figuren gilt.

## Darstellung
Dargestellt wird es als ein wildes, ungezügeltes und ungesatteltes Tier in Pferdegestalt, welches auf der Mitte der Stirn ein gerades, spitzes, gewundenes Horn als mächtige und gefährliche Waffe trägt. Die Hufe sind häufig wie bei Paarhufern gespalten dargestellt, der Schwanz ähnelt einem Kuh- bzw. Löwenschwanz. Das Horn in alten heraldischen Darstellungen war gebogen, in der neueren Heraldik ist es gerade.
Als Wappentier wird es üblicherweise steigend oder aufgerichtet mit Blick nach rechts gezeigt; Horn, Hufe, Zunge, aber auch die Mähne werden vom Tier abweichend tingiert. Die weiße Farbe (heraldisch: Silber) für den Körper ist vorherrschend. Grundsätzliche Darstellungsformen sind das ganze Tier, nur der Kopf und als aufwachsend das Vorderteil. Seltener sind Einhörner mit einem Fischschwanz zu sehen. Es ist häufig im Oberwappen und als beliebter Schildhalter zu finden.

## Symbolik
Der Glaube an die Existenz dieses Tieres ist sehr alt und verbreitet. Aristoteles und Plinius berichten viel von einem solchen Tier, ohne natürlich jemals eines gesehen zu haben. Als Lebensraum wurde Indien und auch Afrika angenommen. In Sammlungen war häufig der Stoßzahn des Narwals als Horn des Tieres gezeigt worden.
In der christlichen Welt ist es zum Sinnbild Christi geworden und steht für die Reinheit und Jungfräulichkeit Marias. Eingang in die Heraldik hat das Einhorn als Symbol der königlichen Rechtsprechung gefunden.

## Beispiele
Im Wappen des Vereinigten Königreichs ist das Einhorn neben dem Löwen ein Schildhalter, beide mit Krone (gekrönt), es symbolisiert Schottland. Im kanadischen Wappen findet sich links ein Einhorn als Schildhalter, das das Panier mit den zwei über eins in blau gestellten franz. Lilien hält. Es wird dort mit einer langen Kette am Halsband (gekettetes Einhorn) dargestellt.
Nach dem Adelsbrief von 1793 von Kaiser Franz II. ist es ebenfalls Schildhalter. Im Wappen Friedrich Schillers ist es im Feld und im Oberwappen emporwachsend. Auch Ritter John Parish von Senftenberg führte es sogar mit drei Köpfen im Wappen. Von Graf Kolowrat ist ein Familienschild mit Einhorn bekannt, welches er später in sein Wappen als Erzbischof von Prag (1830–1833) übernommen hat. Die russische Stadt Lyswa übernahm das Einhorn aus dem Wappen der Schuwalows, die im 19. Jahrhundert Besitzer der dortigen Eisengießerei waren.

Wappen von Affing, Bayern
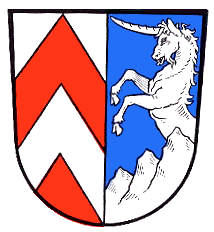
Wappen von Korbersdorf, Teil von Marktredwitz, Bayern
Wappen von Lichtenberg, Bayern
Wappen von Opfenbach, Bayern
Wappen von Schondorf am Ammersee, Bayern
Wappen von Wötzelsdorf, Bayern
Wappen des ehemaligen Landkreises Höchstadt an der Aisch, Bayern
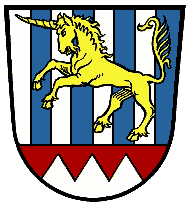
Wappen des ehemaligen Landkreises Scheinfeld, Bayern
Wappen von Giengen an der Brenz, Baden-Württemberg
Wappen von Oberried, Baden-Württemberg
Wappen von Tengen, Baden-Württemberg
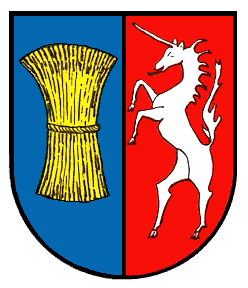
Wappen des Ortsteiles Wiechs am Randen
Wappen von Heeren-Werve, Teil von Kamen, Nordrhein-Westfalen
Wappen von Leeden, Nordrhein-Westfalen
Wappen von Mils bei Hall, Tirol
Wappen von Seefeld, Tirol
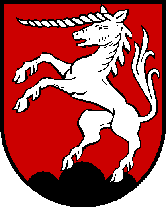
Wappen von Perg, Oberösterreich
Wappen von Bludenz, Vorarlberg
Wappen von Cuarnens, Kanton Waadt
Wappen von Dübendorf, Kanton Zürich
Wappen von Hünenberg, Kanton Zug
Wappen von Mettmenstetten, Kanton Zürich
Wappen von Ramosch, Kanton Graubünden
Geflügelt im Wappen von Brailly-Cornehotte, Hauts-de-France
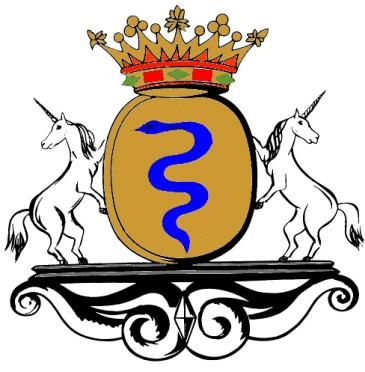
Als Schildhalter: Croissy-Beaubourg, Île-de-France
Wappen von Saint-Lô, Normandie
Wappen von Wądroże Wielkie, Powiat Jaworski, Polen (Einhörner als fischgeschwänzte Schildhalter)
Redendes Wappen von Hoorn, Nordholland
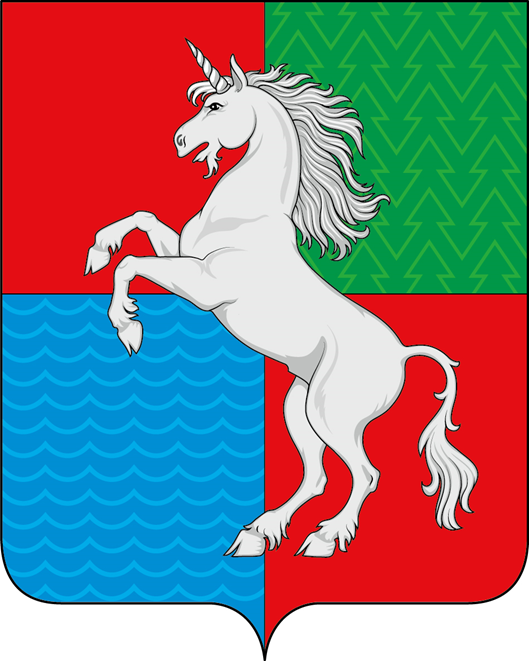
Wappen von Wyksa, Region Nischni Nowgorod, Russland
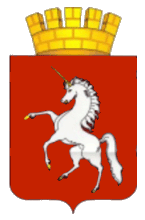
Wappen von Lyswa, Region Perm, Russland
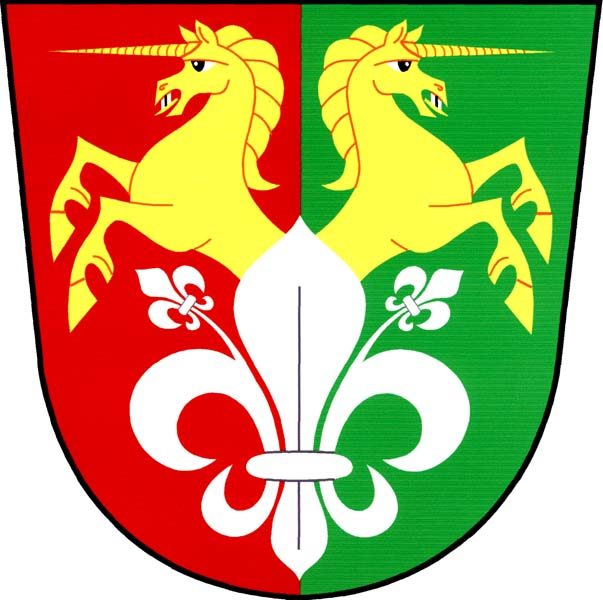
Wappen von Prasklice, Tschechien
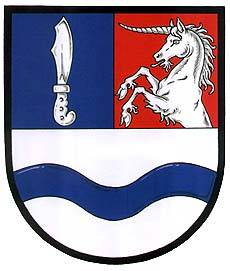
Wappen von Vážany nad Litavou, Tschechien
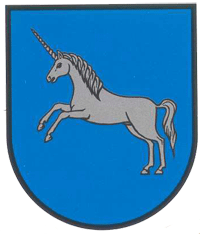
Wappen von Nemyriw, Ukraine
Wappen von Aszód, Ungarn
Einhorn ist Schildhalter in Kazincbarcika, Ungarn
Wappen von Lengyeltóti, Ungarn
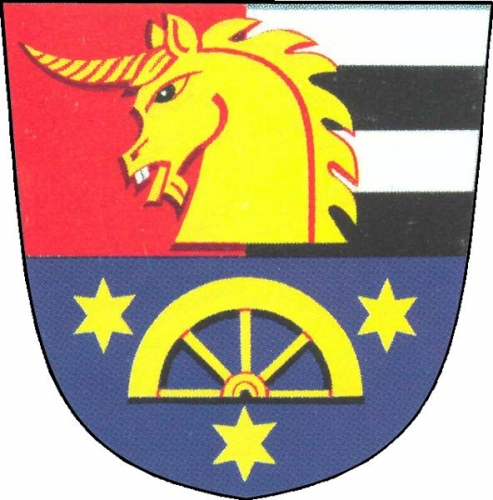
Wappen von Ptení, Tschechien
Orońsko, Polen
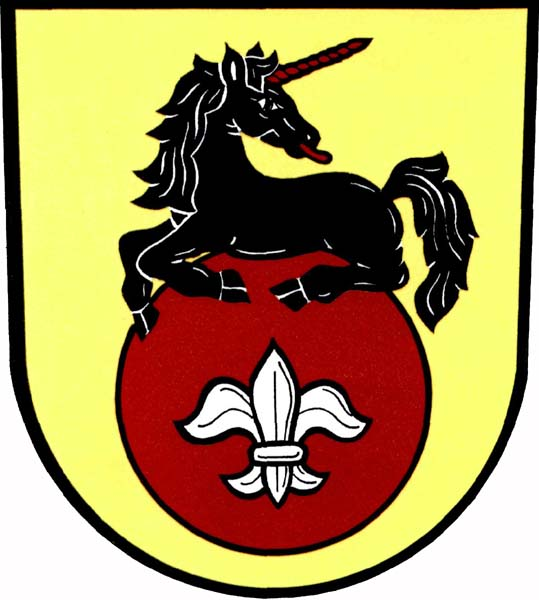
Wappen von Slezské Pavlovice, Tschechien
Wappen von Bischof Carl Joseph Leiprecht, 8. Bischof der Diözese Rottenburg-Stuttgart